# Карамфил (подправка)
Вижте пояснителната страница за други значения на карамфил.
Карамфилът (Syzygium aromaticum) е подправка, получавана от ароматичните цветни пъпки на определен вид дърво от семейство Myrtaceae, подложени на сушене. 
Карамфиловото дърво е вечнозелено и расте на височина до 10–20 m. Има големи овални листа и пурпурни цветове в многобройни групи в съцветия по върховете на клоните. Цветните пъпки първоначално са със светъл цвят, но постепенно стават зелени, след което се развиват до яркочервени и тогава са готови за бране. Тогава са 1,5 до 2 cm дълги и се състоят от дълга чашка, завършваща с четири разперени чашелистчета и четири неотворени венчелистчета, образуващи малко топче в средата.
Родина на карамфила е Индонезия, а подправката се използва в целия свят. Карамфил се бере предимно в Индонезия (на Молукските острови, намиращи се сред морето Банда, част от Тихия океан, познати и като „Острови на подправките“) и Мадагаскар. Отглежда се и на островната група Занзибар (в Източна Африка), в Индия и на остров Шри Ланка (Цейлон).

Карамфилът се прилага при приготвяне на сладкиши, компоти, за ароматизиране на горещи вина и ликьори. Заедно с канелата, пъпките на карамфила служат за подобряване мириса на сладки.